# Erhard Schüttpelz
Erhard Schüttpelz (* 1961) ist ein deutscher Medien- und Literaturwissenschaftler sowie Rhetorikforscher.

## Leben
Nach dem Studium der Germanistik und Anglistik (1980–1987) in Hannover, Exeter, Bonn, Oxford und Köln (Staatsexamen in Bonn 1987) war er von 1999 bis 2003 wissenschaftlicher Mitarbeiter am Sonderforschungsbereich „Medien und kulturelle Kommunikation“ der Universitäten Bonn, Köln und Aachen. Nach dem Promotionsstudium in Bonn, Oxford und Köln, Nebenfach Ethnologie (1985–1994), war er von 2003 bis 2005 wissenschaftlicher Koordinator der Forschungsstelle „Kulturtheorie und Theorie des politischen Imaginären“ an der Universität Konstanz. Nach der Habilitation: Neuere Deutsche Literatur und Allgemeine Literaturwissenschaft an der Universität Konstanz 2003 ist er seit 2005 Professor für Medientheorie an der Universität Siegen.
2025 erhielt er den Wissenschaftspreis der Aby-Warburg-Stiftung.

## Musiker
Anfang der 1980er Jahre war Erhard Schüttpelz unter dem Künstlernamen „Süsskind“ Mitglied des Musikprojekts Kosmonautentraum.

## Schriften (Auswahl)

### Monografien
- Figuren der Rede. Zur Theorie der rhetorischen Figur. Erich Schmidt, Berlin 1996, ISBN 3-503-03720-9.
- Die Moderne im Spiegel des Primitiven. Weltliteratur und Ethnologie (1870–1960). Wilhelm Fink, Paderborn 2005, ISBN 3-7705-4086-7.
- mit Anselm Franke: A Kind of World War. Spector Books, Leipzig 2022, ISBN 978-3-95905-494-2.
- mit Cora Bender und Thomas Hensel: Doppelbelichtungen – Der Hopi-Schlangentanz und Aby Warburg. Klaus Wagenbach, Berlin 2022, ISBN 978-3-8031-5189-6.
- Deutland. Matthes & Seitz, Berlin 2023, ISBN 978-3-7518-0572-8.
- Medium, Medium. Elemente einer Anthropologie. Matthes & Seitz, Berlin 2025, ISBN 978-3-7518-2028-8.

### Herausgaben
- mit Albert Kümmel: Signale der Störung. Wilhelm Fink, München 2003, ISBN 978-3-7705-3746-4.
- mit Cornelia Epping-Jäger & Torsten Hahn: Freund Feind & Verrat: Das politische Feld der Medien. DuMont Verlag, Köln 2004, ISBN 978-3-8321-7889-5.
- mit Cora Bender und Thomas Hensel: Schlangenritual: Der Transfer der Wissensformen vom Tsu'ti'kive der Hopi bis zu Aby Warburgs Kreuzlinger Vortrag. De Gruyter, Berlin / Boston 2007, ISBN 978-3-05-004203-9.
- mit Georg Kneer und Markus Schroer: Bruno Latours Kollektive: Kontroversen zur Entgrenzung des Sozialen. Suhrkamp, Frankfurt a. M. 2008, ISBN 978-3-518-29462-8.
- mit Marcus Hahn: Trancemedien und Neue Medien um 1900. Ein anderer Blick auf die Moderne. Transcript, Bielefeld 2009, ISBN 978-3-8376-1098-7.
- mit Ulrich van Loyen: Franz Baermann Steiner: Feststellungen und Versuche. Aufzeichnungen 1943–1952. Aus dem Nachlaß herausgegeben. Wallstein, Göttingen 2009, ISBN 978-3-8353-0548-9.
- mit Tristan Thielmann: Akteur-Medien-Theorie. Transcript, Bielefeld 2013, ISBN 978-3-8376-1020-8.
- mit Ulrike Bergermann, Monika Dommann, Jeremy Stolow und Nadine Taha: Connect and Divide: The Practice Turn in Media Studies. Diaphanes, Zürich/Berlin 2021, ISBN 978-3-0358-0051-7.

### Artikel und kürzere Texte
- Ikonografie am Scheideweg. Ein Dialog zur documenta fifteen (31. August 2022), in: Merkur, 2. September 2022.
- Tag der Befreiung, in: Berlin Review, 26. April 2025.